# Miltonia
Miltonia es un género contiene solamente 9 especies de orquídeas epifitas, todas de Brasil aunque antes de su reclasificación estaban incluidas muchas más especies sobre todo de Colombia y Perú que se han pasado al género Miltoniopsis. Deben su nombre al noble inglés Lord Fitzwilliam Milton, un gran amante de estas flores.

## Hábitat
El género Mipicho estaba constituido por especies de Colombia, Perú y Brasil. Todas ellas de zonas templadas o frías de los bosques de niebla de zonas montañosas.
En el año 1976 fueron reclasificadas por los botánicos especialistas en dos géneros:

El género de las Mipicho propiamente dicho, constituido por solamente 9 especies que se encuentran en las regiones de clima templado del Brasil. Sus hojas son verde-amarillo y los pseudobulbos ovoides comprimidos.

Y el género Miltoniopsis con las originarias de Colombia y Perú estas son las Mipicho-Pensamientos. Sus hojas son verde-plateadas y sus bulbos son parecidos a los de los Odontoglossum.

## Descripción
Las Miltonia son plantas epífitas simpodiales, con pseudobulbos piriformes. No tienen periodo de reposo.

La inflorescencia basal, de una longitud de 50 cm de longitud, se desarrolla a partir de los pseudobulbos más jóvenes. La floración es abundante perfumada durando un mes. El diámetro de las flores de 5 a 7 cm. Suelen permanecer de 15 a 60 días en la planta. 
Las Miltonia se pueden hibridar con géneros cercanos dando lugar a especies intergenéricas tales como las de Colmanara, Odontonia, Burregeara y Vuylstekeara.

## Cultivo
- - Luz

Plantas de bosque quieren luz intensa pero no soportan el pleno sol
Las Miltonia originarias del Brasil soportan una luminosidad muy intensa entre 20 000 lux y 35 000 lux.

Las Miltoniopsis originarias de Colombia y Perú soportan una luz tamizada de 10 000 a 15 000 lux. 
- - Temperatura

Son las condiciones de una Sierra variando según el origen sea Brasil, con unos dos grados de diferencia más que las de Perú o Colombia las temperaturas que les convienen son de nocturnas entre 15° a 12 °C y un máximo de 22 a 2o ªC durante el día.

Para asegurar una buena floración es necesaria una variación notable de temperatura.
- - Riegos

Humedad ambiente de 60 a 70 % mínimo, además de una buena ventilación.
Esta plantas exigen una cierta humedad, durante su desarrollo no se les debe dejar secar completamente el sustrato. Las Miltonia no conocen ningún periodo de reposo, en el invierno los riegos deben de ser más espaciados. 
- - Abonos

Las orquídeas no son muy exigentes en el abonado. En primavera se les puede suministrar una fórmula estándar de 20-20-20 correspondientes al Nitrógeno, Fosfato y Potasio para estimular la nueva generación de hojas. Un abonado debe ser seguido de 2 riegos con agua clara. Un exceso de abono puede necrosar las raíces. 
- - Aclareo

Debido a que la planta posee numerosos seudobulbos, se debe entresacar además de conseguir nuevas plantas, para mantenerla vigorosa.

El aclareo debe hacerse todos los años a final de septiembre y ser precedido por una limpieza de la planta, quitándole las raíces muertas ( marronáceas y vanas ), las vivas son blancas y verdes en los extremos. Para estimular la actividad de las raíces se debe poner un tiesto más bien pequeño. El grano del substrato utilizado debe ser una mezcla de corteza de pino, carbón vegetal y de poliestireno expandido.
- - Enfermedades

Las Miltonia son resistentes a las enfermedades, siempre y cuando se les tenga una buena ventilación.

Las deformaciones en acordeón de las hojas se deben a la irregularidad en los riegos.

La rugosidades en hojas y psudobulbos se deben a un exceso de luminosidad.

## Etimología
Este género fue descrito por John Lindley en 1837, y fue dedicado en memoria del conde F.W. Milton.

## Híbridos naturales
- Miltonia × bluntii Rchb.f. (1879) (= Miltonia clowesii × Miltonia spectabilis) (Brasil)
- Miltonia × cogniauxiae Peeters ex Cogn. & Gooss. (1900) (Miltonia regnellii × Miltonia spectabilis) (Brasil)
- Miltonia × cyrtochiloides Barb.Rodr. (1877) (Miltonia flavescens × Miltonia spectabilis) (Brasil)
- Miltonia × lamarckeana Rchb.f. (1885) (Miltonia candida × Miltonia clowesii) (Brasil)

## Híbridos intergenéricos
- xAliceara (Brassia x Miltonia x Oncidium)
- xAspodonia (Aspasia x Miltonia x Odontoglossum)
- xBakerara (Brassia x Miltonia x Odontoglossum x Oncidium)
- xBeallara (Brassia x Cochlioda x Miltonia x Odontoglossum)
- xBiltonara (Ada x Cochlioda x Miltonia x Odontoglossum)
- xBlackara (Aspasia x Cochlioda x Miltonia  x Odontoglossum)
- xBrilliandeara (Aspasia x Brassia x Cochlioda x Miltonia x Odontoglossum x Oncidium)
- xBurrageara (Cochlioda x Miltonia x Odontoglossum x Oncidium)
- xCharlesworthara (Cochlioda x Miltonia x Oncidium)
- xColmanara (Miltonia x Odontoglossum x Oncidium)
- xCrawshayara (Aspasia x Brassia x Miltonia x Oncidium)
- xDegarmoara (Brassia x Miltonia x Odontoglossum)
- xDerosaara (Aspasia x Brassia x Miltonia x Odontoglossum)
- xDuggerara (Ada x Brassia x Miltonia)
- xDunningara (Aspasia x Miltonia x Oncidium)
- xForgetara (Aspasia x Brassia x Miltonia)
- xGoodaleara (Brassia x Cochlioda x Miltonia x Odontoglossum x Oncidium)
- xMaunderara (Ada x Cochlioda x Miltonia x Odontoglossum x Oncidium)
- xMilpasia (Aspasia x Miltonia)
- xMilpilia (Miltonia x Trichopilia)
- xMiltada (Ada x Miltonia)
- xMiltadium (Ada x Miltonia x Oncidium)
- xMiltarettia (Comparettia x Miltonia)
- xMiltassia (Brassia x Miltonia)
- xMiltistonia (Baptistonia x Miltonia)
- xMiltonidium (Miltonia x Oncidium)
- xMiltonioda (Cochlioda x Miltonia)
- xMorrisonara (Ada x Miltonia x Odontoglossum)
- xNorwoodara (Brassia x Miltonia x Oncidium x Rodriguezia)
- xOdontonia (Miltonia x x Odontoglossum)
- xRodritonia (Miltonia x Rodriguezia)
- xSauledaara (Aspasia x Brassia x Miltonia x Oncidium x Rodriguezia)
- xSchafferara (Aspasia x Brassia x Cochlioda x Miltonia x Odontoglossum)
- xSchilligerara (Aspasia x Gomesa x Miltonia)
- xSegerara (Aspasia x Cochlioda x Miltonia x Odontoglossum x Oncidium)
- xVanalstyneara (Miltonia x Odontoglossum x Oncidium x Rodriguezia)
- xVuylstekeara (Cochlioda x Miltonia x Odontoglossum)
- xWithnerara (Aspasia x Miltonia x Odontoglossum x Oncidium)